# 15 décembre 1900
Le samedi 15 décembre 1900 est le 349e jour de l'année 1900.

## Naissances
- Franz Borkenau (mort le 22 mai 1957), essayiste et universitaire autrichien
- Hellé Nice (morte le 1er octobre 1984), danseuse, actrice et pilote automobile française
- Nina Gagen-Torn (mort le 4 juin 1986), ethnographe russe
- Pierre Marot (mort le 28 novembre 1992), historien médiéviste français
- Francesco Messina (mort le 13 septembre 1995), sculpteur italien

## Décès
- Charles Walter Stuart (né le 21 décembre 1818), pair écossais, membre de la Chambre des lords